# Domasłowice Górne
Domasłowice Górne (też: Domasławice Górne, cz. Horní Domaslavice, niem. Ober Domaslowitz) – wieś gminna i gmina w kraju morawsko-śląskim, w powiecie Frydek-Mistek w Czechach, w granicach historycznego Śląska Cieszyńskiego.

## Historia
Miejscowość po raz pierwszy wzmiankowana została w łacińskim dokumencie Liber fundationis episcopatus Vratislaviensis (pol. Księga uposażeń biskupstwa wrocławskiego), spisanej za czasów biskupa Henryka z Wierzbna ok. 1305 w szeregu wsi zobowiązanych do płacenia dziesięciny biskupstwu we Wrocławiu, w postaci item in Domaslawitz utroque. Zapis ten oznaczał, że istniały już dwie wsie o tej nazwie (utroque – obie, a więc Dolne i Górne), a brak określenia liczby łanów, z których będzie płacony podatek wskazywał, że wsie były w początkowej fazie powstawania (na tzw. surowym korzeniu), co wiąże się z przeprowadzaną pod koniec XIII wieku na terytorium późniejszego Górnego Śląska wielką akcją osadniczą. Wsie politycznie znajdowały się wówczas w granicach utworzonego w 1290 piastowskiego (polskiego) księstwa cieszyńskiego, będącego od 1327 lennem Królestwa Czech, a od 1526 roku w wyniku objęcia tronu czeskiego przez Habsburgów wraz z regionem aż do 1918 roku w monarchii Habsburgów (potocznie Austrii).
Nazwa miejscowości jest pochodzenia patronimicznego sugerującą, że jej założycielem lub przynajmniej pierwszym właścicielem był nieznany ze źródeł Domasław. Od Domasłowic Dolnych odróżniało je m.in. to że do końca epoki średniowiecza pozostawała wsiąż książęcą.
Miejscową parafię katolicką pw. św. Jakuba Starszego Apostoła założono jeszcze w XIV lub w pierwszej połowie XV wieku i po raz pierwszy wzmiankowano w sprawozdaniu z poboru świętopietrza sporządzonym przez archidiakona opolskiego Mikołaja Wolffa w 1447 jako jedną z 51 w archiprezbiteracie cieszyńskim (pod nazwą Domaslowicz).
W XVI wieku z Domasłowic Górnych wyodrębniły się Dobracice.
Według dokumentów wizytacyjnych biskupstwa wrocławskiego z połowy XIX wieku miejscowi parafianie posługiwali się językami morawskim (concio Moravica) lub czeskim. Według austriackiego spisu ludności z 1900 w 137 budynkach w Domasłowicach Górnych na obszarze 520 hektarów mieszkało 778 osób, co dawało gęstość zaludnienia równą 149,6 os./km². z tego 770 (99%) mieszkańców było katolikami, 8 (1%) ewangelikami, 743 (95,5%) było czesko- a 29 (3,7%) polskojęzycznymi. Do 1910 roku liczba mieszkańców wzrosła do 789 z czego 759 (96,2%) było czesko-, 24 (3%) polsko- a 4 (0,5%) niemieckojęzycznymi, a w podziale wyznaniowym 778 (98,6%) było katolikami, 10 (1,3%) ewangelikami a 1 (0,1%) żydem.
W roku 2001 liczyła 650 obywateli (w tym 22 Słowaków i 8 Polaków) oraz 505 ha powierzchni.

## Religia
Na terenie gminy znajdują się 2 katolickie kościoły, św. Jakuba Starszego z XVIII w. oraz św. Anny z XIX w. Nieliczna ludność ewangelicka uczęszcza na nabożeństwa do pobliskich kościołów w Trzanowicach i Czeskim Cieszynie.